# Opuntia basilaris
Opuntia basilaris là một loài thực vật có hoa trong họ Cactaceae. Loài này được Engelm. & J.M. Bigelow mô tả khoa học đầu tiên năm 1856.

## Hình ảnh

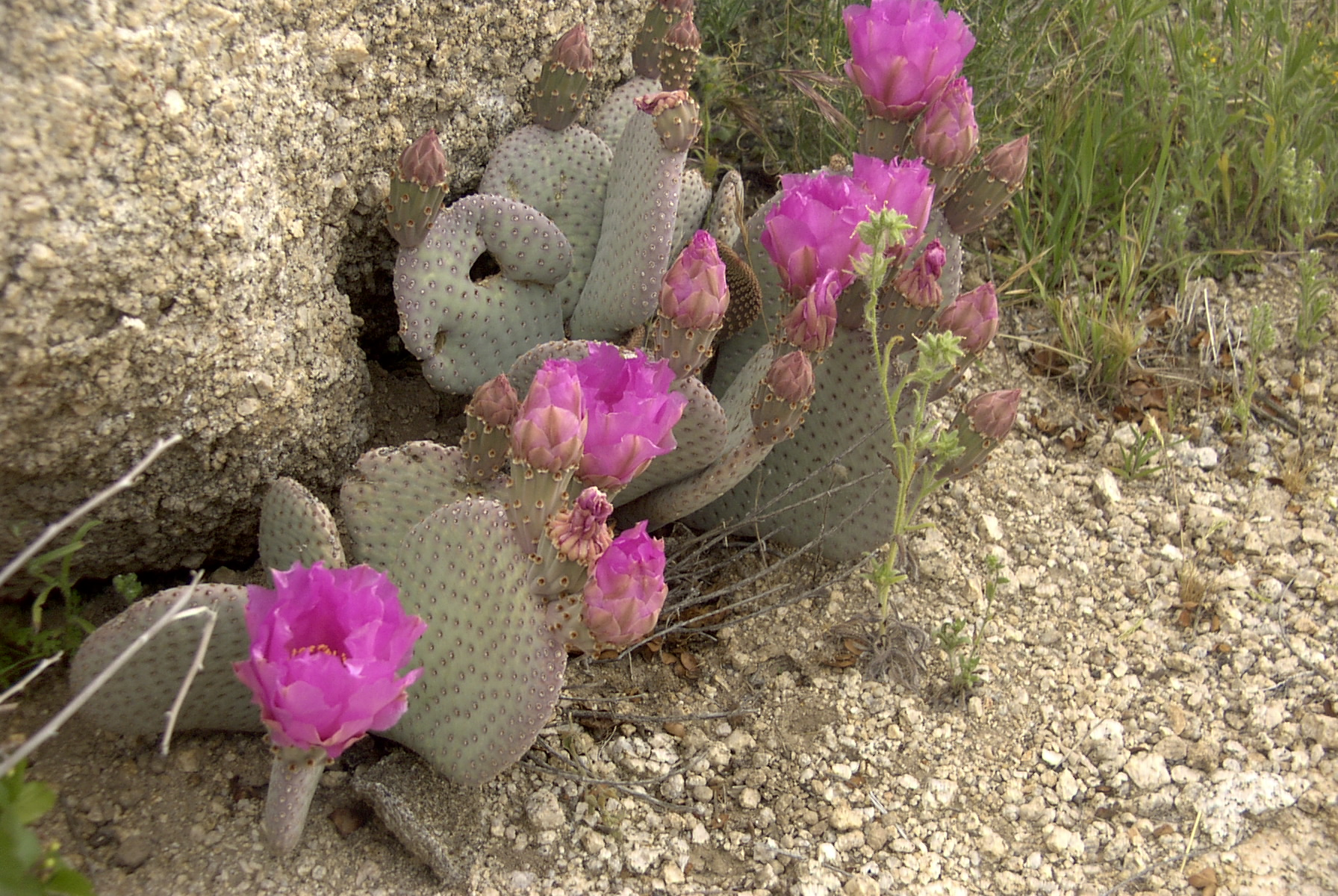
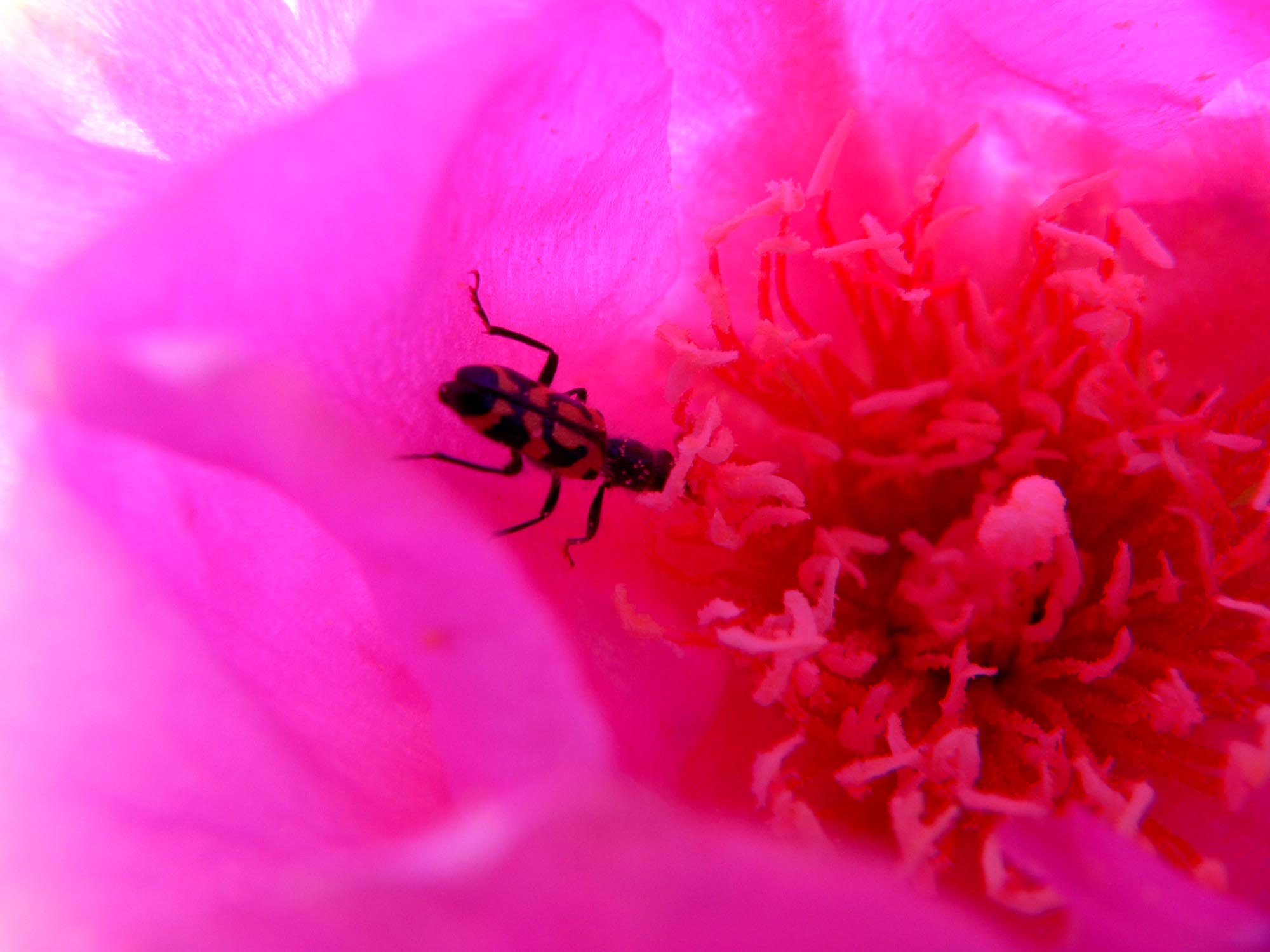
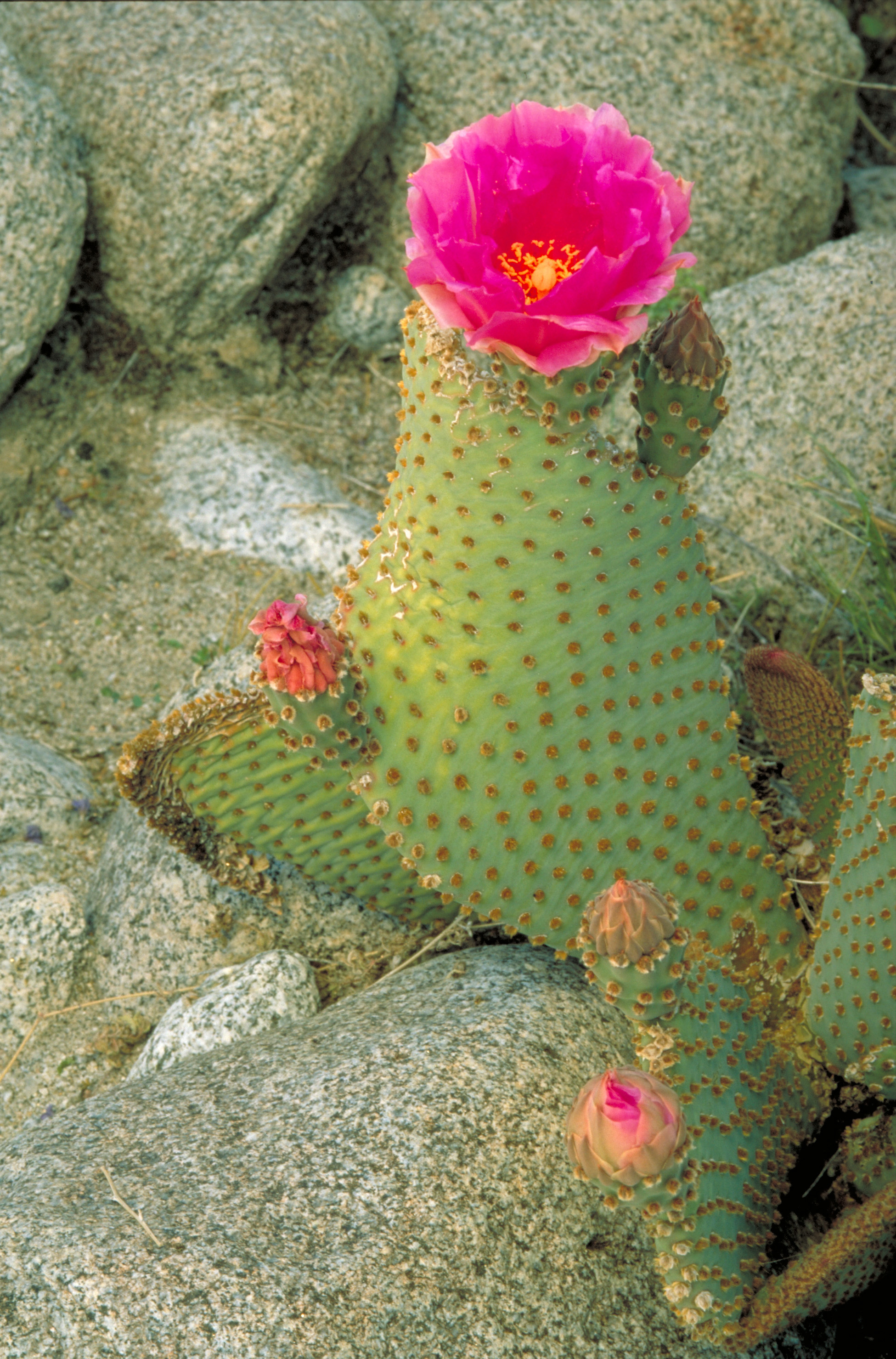
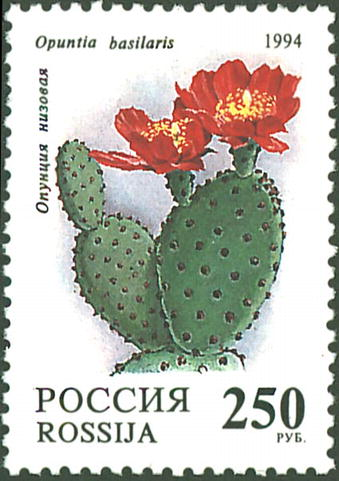